# ISO 269
A norma ISO 269, correspondente à alemã DIN 678, define as seguintes dimensões para envelopes:
| formato | dimensão (mm) | adequado para o formato |
| ------- | ------------- | ----------------------- |
| DL      | 110 × 220     | 1/3 A4                  |
| C7/C6   | 81 x 162      | 1/3 A5                  |
| C6      | 114 × 162     | A6 (A4 dobrado 2 vezes) |
| C6/C5   | 114 × 229     | 1/3 A4                  |
| C5      | 162 × 229     | A5 (A4 dobrado 1 vez)   |
| C4      | 229 × 324     | A4                      |
| C3      | 324 × 458     | A3                      |
| B6      | 125 × 176     | C6                      |
| B5      | 176 × 250     | C5                      |
| B4      | 250 × 353     | C4                      |
| E4      | 280 × 400     | B4                      |

## Formatos norte-americanos
| formato | dimensão (Polegada) |
| ------- | ------------------- |
| A2      | 4" 3/8 × 5" 3/4     |
| A6      | 4" 3/4 x 6" 1/2     |
| A7      | 5" 1/4 × 7" 1/4     |
| No. 10  | 4" 1/8 × 9" 1/2     |